# Lua de Sangue (romance)
Lua de Sangue (em norueguês:  Blodmåne) é um romance policial do escritor norueguês Jo Nesbø, o décimo terceiro da série Harry Hole. A história decorre em Los Angeles e em Oslo.

## Resumo
Neste último capítulo da série Harry Hole de Jo Nesbø, o brilhante mas problemático detetive é atraído de volta a Oslo quando duas mulheres jovens ligadas a uma festa organizada por um notório magnata do setor imobiliário aparecem assassinadas supondo-se que por um assassino em série. Apesar de ter sido demitido da polícia e de lutar contra seus próprios demónios (o vício da bebida e a morte recente da esposa que amava) em Los Angeles, Harry retorna para encontrar o assassino, após a mulher que encontrou recentemente ser ameaçada de morte se não conseguir pagar uma elevada quantia em dívida. Para resolver aquele caso assustador e deter um assassino esquivo, Harry reúne uma pequena equipe ad-hoc com qualificações variadas, preparando o cenário para um thriller de alto risco e suspense, repleto de reviravoltas sombrias e personagens complexos.

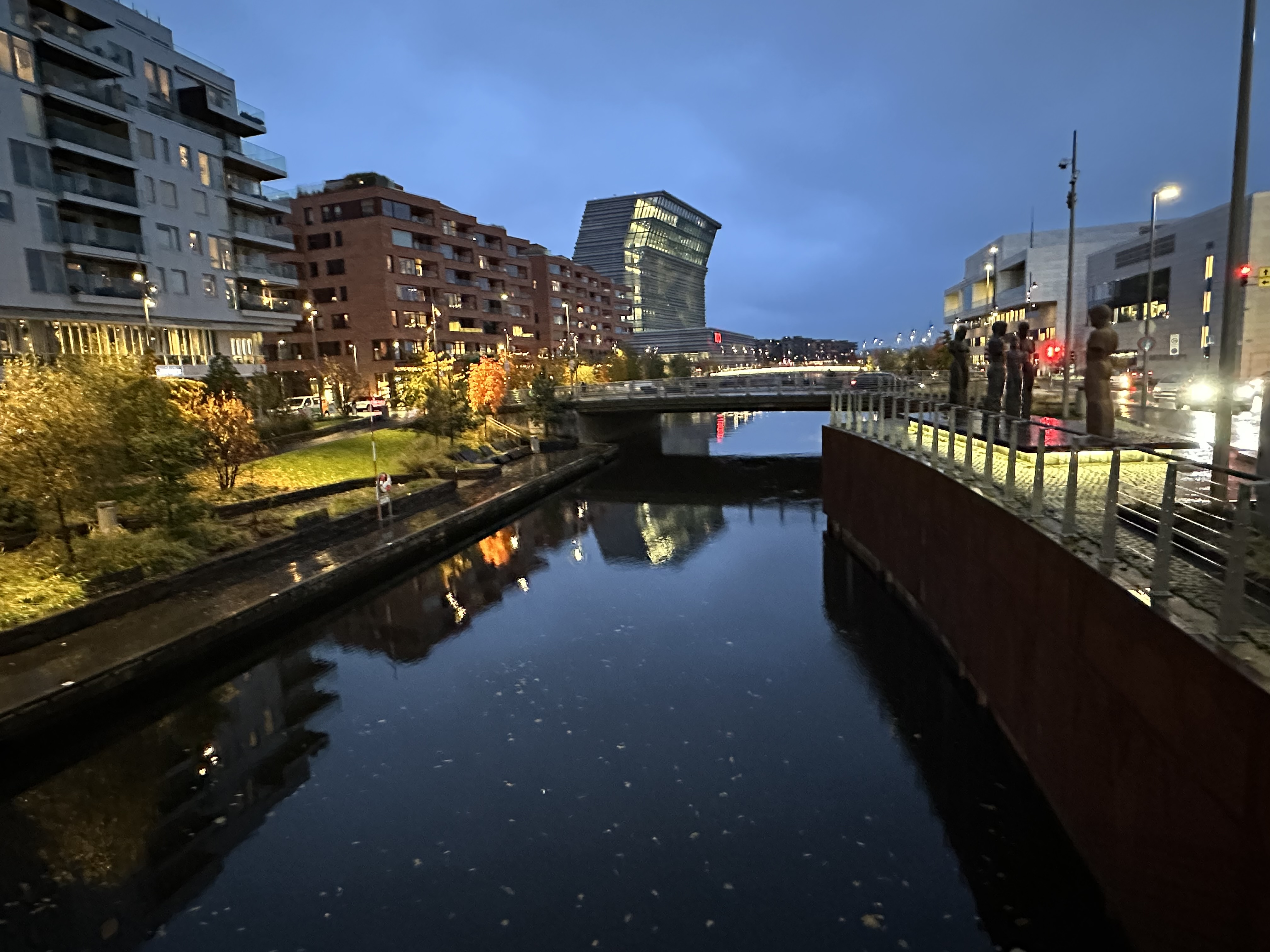
O Munchmuseet (ao fundo, referido no livro várias vezes) e a rua Dronning Eufemias (onde decorrem cenas do livro), em Oslo.

## Apreciação
Segundo a Kirkus Reviews, Harry Hole vai de Los Angeles para Oslo para investigar uma série de assassinatos por um motivo inesperado. A inspetora da polícia Katrine Bratt pede a ajuda de Hole, seu ex-amante, um detetive terrível que também é a maior autoridade do país em assassinos em série, quando Susanne Andersen e Bertine Bertilsen aparecem mortas e desfiguradas de uma maneira verdadeiramente macabra. Mas a sua diretora, Bodil Melling, não autoriza essa ajuda invocando que Harry antes havia manchado a imagem da polícia de tantas modos que nunca mais poderá trabalhar lá. Mal sabem elas que Harry já concordou em aceitar a investigação do caso a pedido do magnata imobiliário Markus Røed, que está sob suspeita porque foi amante de ambas as vítimas. A incrível recompensa que Harry exige é .... exatamente a quantia que a ex-atriz de cinema Lucille Owens (que Harry conheceu em Los Angeles) deve à família Esposito, e que terá de ser paga num prazo de sete dias sob pena de eliminação de Lucille. Regressando a Oslo, Harry imediatamente reúne o Grupo Aune, um grupo de quatro ajudantes ainda mais desonrados que ele, para o apoiar na procura do assassino, sendo que o número de assassinados vai aumentando.
Também para a Kirkus Reviews, "Como provado profissional, Nesbø vai revelando alguns detalhes provocativos sobre o assassino, que se autodenomina Prim, desde o início, enquanto retém informações suficientes sobre o modus operandi, o motivo e a verdadeira identidade de Prim, que mantêm o leitor pregado à leitura do livro."
Em resumo, para a Kirkus Reviews "Um herói amachucado, um vilão memorável e assustador e uma série de finais falsos dignos de O que há para não amar? de Jeffery Deaver."